# Adolf Buchholz (Wirtschaftsfunktionär)
Adolf Buchholz (* 5. Juli 1913 in Spandau; † 9. März 1978 in Ost-Berlin), genannt Appel, war der erste Vorsitzende der FDJ in der tschechischen und britischen Emigration. 1947 war er erster Chefredakteur der anfangs als  Wochenzeitung erscheinenden Jungen Welt. Außerdem war er in leitenden Funktionen in der Hütten- und Stahlindustrie der DDR tätig.

## Leben
Adolf Buchholz entstammte einer sozialdemokratischen Familie. Der Vater war Maurer, die Mutter Hausfrau. Buchholz erlernte den Beruf eines Eisenformers in den Deutschen Industriewerken. 1926 wurde er Mitglied des Jung-Spartakusbundes, 1929 trat er dem KJVD und 1932 der KPD bei. Zeitweise war er in der Jugendleitung des kommunistischen Einheitsverbandes der Metallarbeiter Berlins (EVMB) aktiv.
Kurz vor Beginn des Nationalsozialismus wurde Buchholz Org-Leiter der KJVD für die Region Berlin-Brandenburg. Nach dem faktischen Verbot des KJVD im Zuge der Reichstagsbrandverordnung Ende Februar 1933 betätigte er sich in illegalen Strukturen der kommunistischen Jugendorganisation. Dafür reiste er auch ins Ausland. Buchholz wurde im März 1934 verhaftet. Nach sechs Monaten Untersuchungshaft verurteilte ihn das Berliner Kammergericht am 22. September 1934 zu einer zweieinhalbjährigen Haftstrafe, die im Zuchthaus zu verbüßen war. Von März 1934 bis November 1936 war er im Zuchthaus Luckau inhaftiert.
Nach seiner Freilassung gelang ihm im Juni 1937 die Emigration in die Tschechoslowakei. Am 8. Mai 1938 wurde unter seiner Leitung eine Freie Deutsche Jugend, Vorläufer der späteren FDJ, gegründet. Buchholz übernahm den Vorsitz der Organisation. Mitglieder waren antifaschistische Emigranten in der ČSR. Nach dem Einmarsch deutscher Truppen in das Sudetengebiet (siehe Münchner Abkommen) gelang ihm im November 1938 die Flucht über Polen nach Großbritannien. Dort führte er viele Gespräche mit Vertretern politischer Organisationen sowie Wohlfahrts- und Flüchtlingsverbänden, um Bürgschaften für die Finanzierung des Unterhalts weiterer deutscher Flüchtlinge aus der Tschechoslowakei zu garantieren. Im Juni 1939 fand die Gründungskonferenz der FDJ in London statt, der eine Reihe jüdischer Emigranten angehörte und die erneut Adolf Buchholz zum Vorsitzenden wählte. Die Funktion übte er bis Ende 1941 aus, als es zu internen Auseinandersetzungen über die weitere Arbeit der FDJ kam. Ab 1942 nahm er verschiedene Parteifunktionen der KPD-Landesleitung in England, u. a. als Jugendbeauftragter, wahr.
Von Juli bis August 1940 wurde er – wie zahlreiche andere deutsche Emigranten – auf der Isle of Man als „feindlicher Ausländer“ interniert. Von 1941 bis 1944 arbeitete er als Former in einem britischen Rüstungsbetrieb.
Im Herbst 1944 wurde er vom US-amerikanischen Geheimdienst OSS angeworben und für den Einsatz in Deutschland ausgebildet. Der Einsatz war über die sowjetische Agentin Ruth Werner mit der Moskauer GRU-Zentrale abgestimmt. Er sprang am 10. April 1945 bei Berlin als „Dolf“ mit dem Fallschirm ab, konnte aber, bedingt durch die Kampfhandlungen um Berlin, seinen Auftrag nicht mehr ausführen. Er nahm Kontakt zur Roten Armee auf und wurde später an die amerikanischen Militärbehörden überstellt.
Im September 1946 kehrte er nach Deutschland zurück. Er wurde Mitglied der SED, der FDJ und des Freien Deutschen Gewerkschaftsbundes.
Von Februar bis August 1947 war er Chefredakteur der neu gegründeten Wochenzeitung Junge Welt, deren Gründung er bereits seit Oktober 1946 vorbereitet hatte. Anschließend arbeitete er bis März 1949 als Journalist im Sowjetischen Nachrichtenbüro (SNB). Danach wurde er vom Zentralkomitee der SED als Personalleiter der Hauptverwaltung Metallurgie in der damaligen Deutschen Wirtschaftskommission (DWK), einem Vorläufer der DDR-Regierung, eingesetzt. Anfang der 1950er Jahre war er im Aufbaustab des neu entstehenden Eisenhüttenkombinats Ost (EKO) tätig. Anschließend war er von 1952 bis 1960 Direktor des Stahlwerks Maxhütte in Unterwellenborn.
Ab 1952 war Buchholz Abgeordneter des Bezirkstags und Mitglied des Rates des Bezirks Gera. 1960 bis 1961 war er Sektorenleiter in der Staatlichen Plankommission, 1961/62 kommissarischer Abteilungsleiter, ab 1962 Abteilungsleiter für Schwarzmetallurgie im Volkswirtschaftsrat der DDR und zuletzt Leiter des VEB Rationalisierungsmittel in Berlin.